# Трейнер, Гарри
Га́рри Тре́йнер (англ. Harry Trainer; 1872, Рексем — 1924, там же) — валлийский футболист, нападающий. Наиболее известен по выступлениям за валлийский клуб «Рексем», английский клуб «Лестер Фосс» и за сборную Уэльса.
Кузен вратаря сборной Уэльса Джимми Трейнера.

## Клубная карьера
Уроженец Рексема, выступал за местные клубы «Рексем Виктория», «Рексем Гросвенор», «Уэстминстер Роверс» и «Рексем». Считался «великолепным центрфорвардом» с «очень точным ударом».
С 1895 по 1897 год играл за английский клуб «Лестер Фосс». В сезоне 1895/96 был лучшим бомбардиром «Лестера» с 14 забитыми мячами.
С 1897 по 1899 год играл за «Шиппи Юнайтед» из первого дивизиона Южной лиги. В 1899 году вернулся в «Рексем», где и завершил карьеру.

## Карьера в сборной
В 1895 году провёл три матча за сборную Уэльса в рамках Домашнего чемпионата Британии. 16 марта 1895 года сделал «дубль» в ворота сборной Ирландии.

## Проблемы с законом
В феврале 1894 года Гарри Трейнер был задержан и обвинён в нападении на Джеймса Холта, владельца отеля «Талбот». Это произошло после победы «Уэстминстер Роверс» над «Рексемом» в полуфинале Кубка Уэльса. Трейнер принёс свои извинения Холту и пожертвовал 5 фунтов стерлингов лазарету Рексема, после чего Холт согласился снять обвинения.
Месяц спустя Трейнер был арестован на платформе железнодорожной станции Рексема, где он ожидал поезд для поездки на финал Кубка Уэльса. Его доставили в полицейский участок и предъявили обвинения во взломе с проникновением, после чего быстро отпустили, и он успел на следующий поезд, в котором болельщики «Уэстминстер Роверс» ехали на финал Кубка Уэльса. Путешествие Трейнера вместе с болельщиками вызвало у них «большое оживление». В самом финале «Роверс» проиграл «Черку», в котором играл легендарный Билли Мередит. Через два дня Трейнер предстал перед судом, где он и некий Патрик Прендергаст были обвинены в незаконном проникновении в дом некоего Алфреда Энсона. Энсон заявил, что двое неизвестных проникли в его дом через окно, зашли в его спальню и «смеялись над ним». Энсон опознал Прендергаста, а последний заявил, что его спутником был Трейнер. Так как из дома не было ничего украдено, суд ограничился штрафом в размере 5 фунтов стерлингов для обоих нарушителей.
В 1896 году, будучи игроком «Лестер Сити», Трейнер получил обвинения в «беспорядочном поведении» и использовании «нецензурной лексики», после того как он появился в нетрезвом виде на рыночной площади Лестера. Его оштрафовали на 10 шиллингов и временно отстранили от игр за клуб. По окончании сезона, однако, он был отпущен клубом.
10 ноября 1900 года, вечером после игры резервной команды «Рексема» Трейнер был арестован после ограбления им ювелирного магазина Williams’ Jeweller’s в Рексеме. Он украл 42 золотых кольца, 13 золотых брошей, 12 серебряных цепочек для часов, 8 золотых кулонов, 6 часов, 4 серебряных колец для салфеток, 2 серебряных крючков для пуговиц, 1 золотой браслет с драгоценными камнями, 1 золотой пенал для карандашей, 1 серебряный нож для фруктов, 1 серебряную спичечницу, 1 флакон для духов и 1 серебряную медаль. Общая стоимость украденных предметов составила более 40 фунтов стерлингов. Так как Трейнера поймали после попытки бегства, часть украденных вещей не была найдена. Он предстал перед судом в Ритине в январе 1901 года и признал себя виновным в проникновении в частную собственность со взломом и краже имущества. Суд приговорил его к тюремному заключению с каторжными работами сроком на девять месяцев. На тот момент Трейнеру было 28 лет. Сразу после ареста «Рексем» расторг контракт с Трейнером. Неясно, что побудило его совершить ограбление, так как он не нуждался в деньгах. В сентябре 1901 года он вышел из тюрьмы и вернулся в футбол, став игроком «Пулсбрук Юнайтед», но вскоре был дисквалифицирован Футбольной ассоциацией Дербишира за серию «дисциплинарных нарушений». Летом 1903 года получил обвинение в нападении на мужчину, якобы называвшего его мать «оскорбительными именами». В 1905 году получил обвинение в драке на автомобильном шоссе. В 1907 году был обвинён в появлении в общественном месте в нетрезвом виде и неподобающем поведении. В 1908 году был обвинён в краже петуха и трёх куриц. На тот момент ему было 35 лет.